# Al horizonte
Al horizonte es el vigésimo tercer álbum de estudio de la banda chilena Quilapayún, lanzado en 1999 y grabado el mismo año.

## Lista de canciones
| N.º | Título                                                       | Letras                | Música                                     | Duración |  |
| 1.  | «A los niños con suerte»                                     | Rodolfo Parada        | Serge Gainsbourg *                         |          |  |
| 2.  | «Temporía»                                                   | instrumental          | Patricio Wang & Sergio Ortega & Quilapayún |          |  |
| 3.  | «El pimiento»                                                | Víctor Jara           | Víctor Jara **                             |          |  |
| 4.  | «Más allá»                                                   | Hugo Lagos            | Hugo Lagos *                               |          |  |
| 5.  | «El sabio-loco»                                              | Rodolfo Parada        | Maxim Le Forestier ***                     |          |  |
| 6.  | «Caleuche, parte I»                                          | Rodolfo Parada        | Patricio Wang                              |          |  |
| 7.  | «Caleuche, parte II»                                         | Rodolfo Parada        | Patricio Wang                              |          |  |
| 8.  | «Tan alta que está la luna» (2a versión; 1a de Quilapayún 5) | popular               | popular *                                  |          |  |
| 9.  | «Alharaca»                                                   | Rodolfo Parada        | Patricio Wang                              |          |  |
| 10. | «Suite movie»                                                | instrumental          | Manos Hadjidakis *                         |          |  |
| 11. | «La flor del Romero»                                         | Manuel Pareja-Obregón | Manuel Pareja-Obregón *                    |          |  |
| 12. | «El hombre de hoy»                                           | Rodolfo Parada        | Gustavo Becerra-Schmidt                    |          |  |
| 13. | «El hombre natural»                                          | Rodolfo Parada        | Patricio Wang                              |          |  |

* arreglos por Patricio Wang.
** arreglos por Quilapayún.
*** arreglos por Jaime Rodríguez.

## Créditos
Quilapayún
- Hernán Gómez
- Rodolfo Parada
- Hugo Lagos
- Guillermo García
- Patricio Wang
- Patricio Castillo
- Daniel Valladares